# Tourteau (résidu)
Pour les articles homonymes, voir Tourteau (crabe).

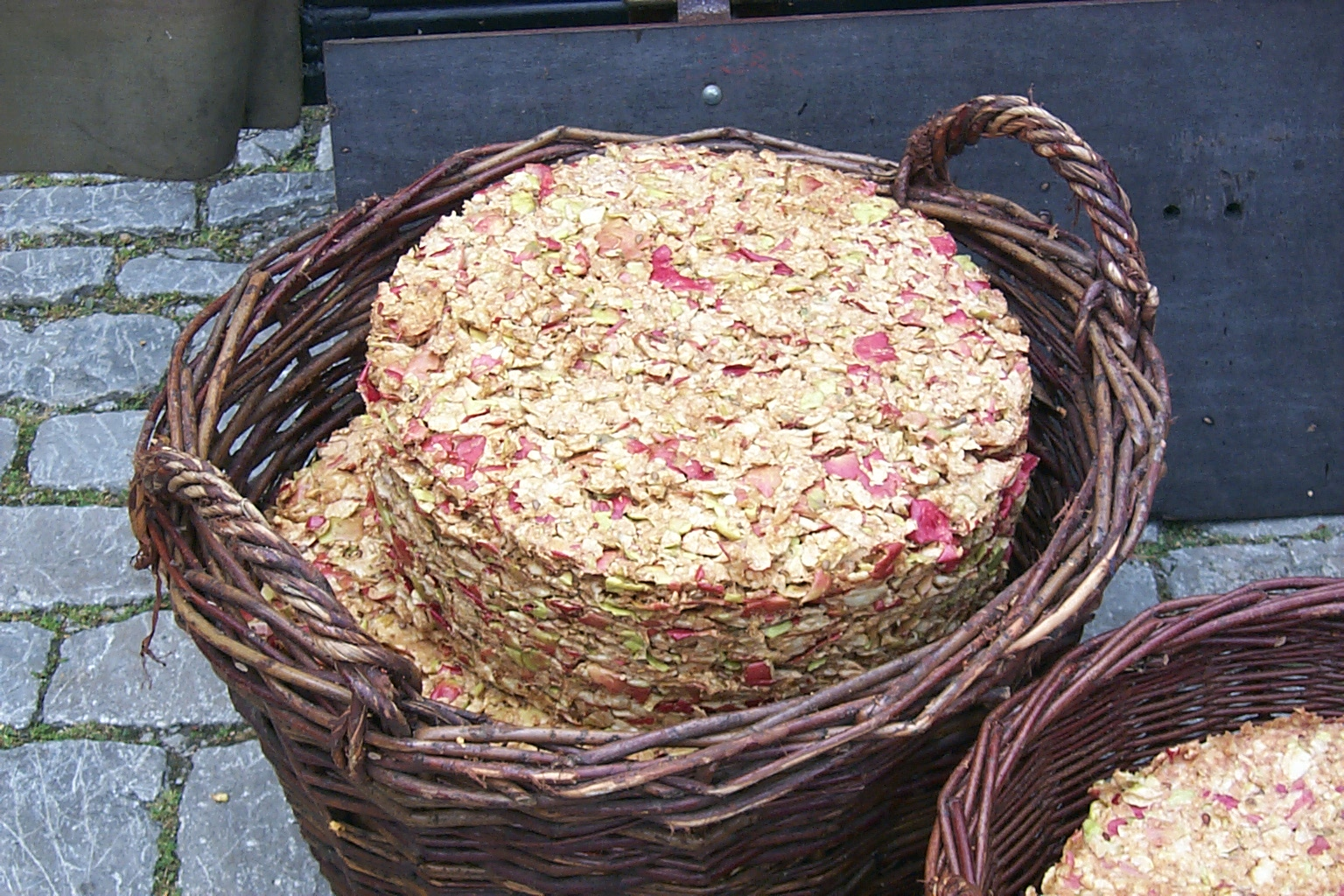
Tourteau de pomme, après extraction du jus pour du cidre

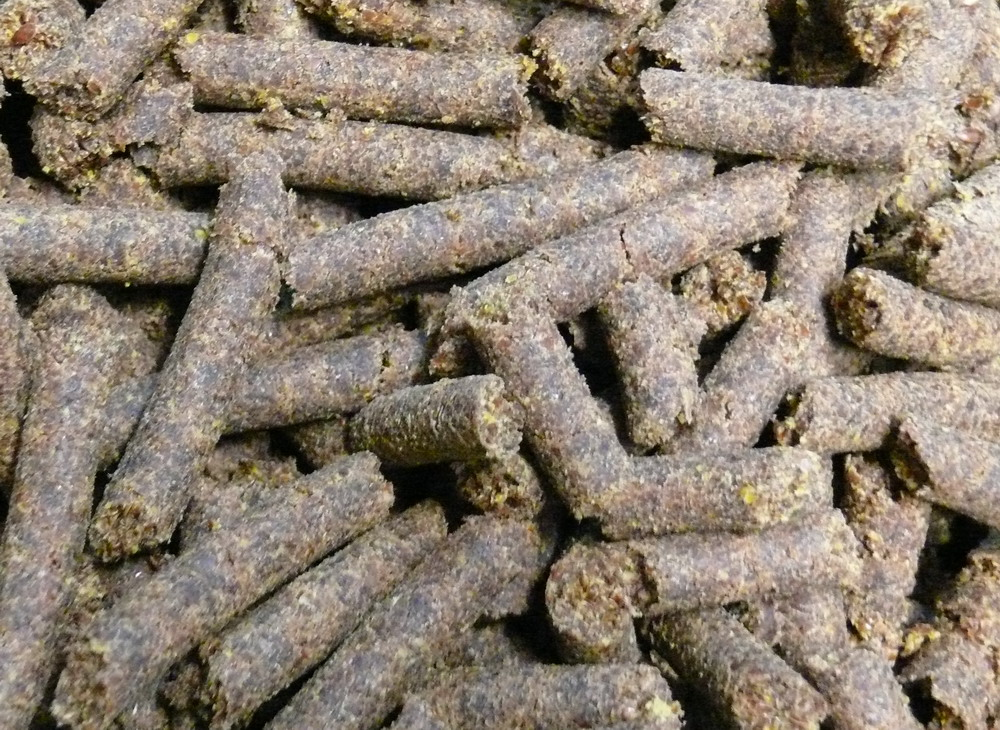
Granulés de tourteau de lin, après extraction d'huile

Les tourteaux sont les résidus solides de l'extraction de l’huile des graines ou des fruits oléagineux. Ce sont les coproduits de la trituration, procédé de fabrication de l'huile. Ils représentent généralement de 50 à 75 % de la masse des graines.

## Origine des plantes
Il y a autant de sortes de tourteaux que de plantes oléagineuses exploitées : 
- Amande
- Arachide
- Carthame
- Chanvre
- Colza
- Coprah (noix de coco)
- Coton
- Karité : utilisés en cosmétique
- Lin cultivé
- Maïs : tourteaux de germe de maïs
- Moutarde : tourteaux toxiques appelés « drêches » de moutarde
- Navette
- Noix
- Olive : tourteaux appelés « grignons » d’olives
- Palmiste : tourteaux de noyaux de palmier à huile
- Pavot : tourteaux d'œillette ou pavot
- Ricin : tourteaux très toxiques (ricine)

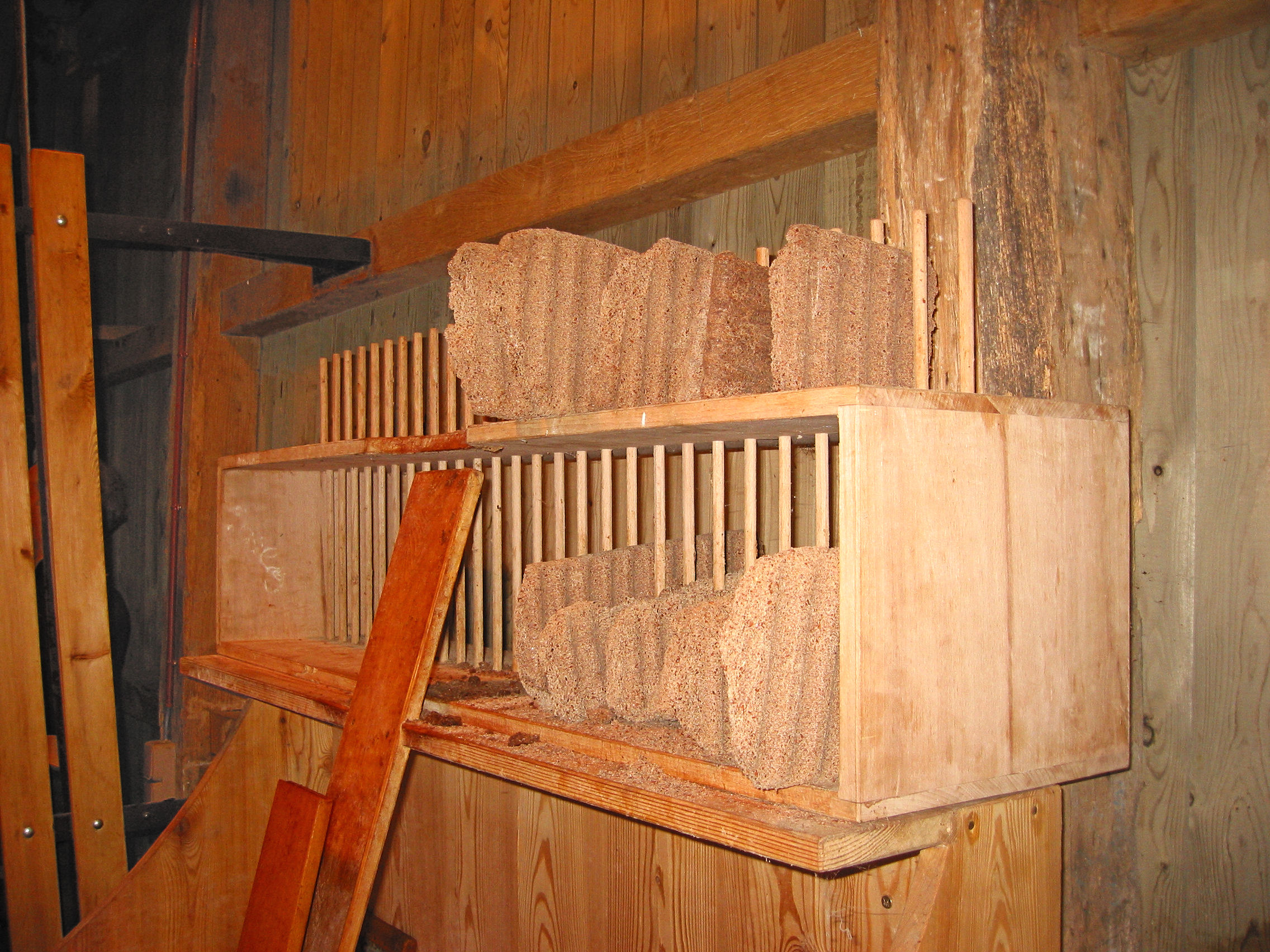
Tourteaux entreposés

- Sésame
- Soja
- Tournesol

## Procédés de fabrication
Les graines doivent être préalablement dépoussiérées et le plus souvent décortiquées ou dépelliculées.
Les graines riches en huile (tournesol, colza, lin) sont d'abord triturées, c'est-à-dire qu'elles sont broyées et pressées. L'huile brute s'écoule à travers un filtre ou une grille, il reste le tourteau gras qui contient encore 10-20 % d'huile. Ensuite pour le tourteau gras et les graines moins riches en huile (soja) on passe au procédé d'extraction.

### Trituration
Il existe deux procédés :
- La pression discontinue à froid

Les produits sont broyés. L'huile (surtout d'olive et de noix) est extraite par pressions successives à une température inférieure à 80 °C. Le rendement est faible, les tourteaux conservant 6 à 12 % de matières grasses.
- La pression continue à chaud

Préchauffées jusqu'à 90 °C, les graines sont broyées et ensuite pressées dans une vis sans fin où la température atteindra jusqu'à 120 °C. Le rendement est amélioré (il reste de 4 à 20 % d'huile dans le tourteau, selon les graines et les installations).

### Extraction

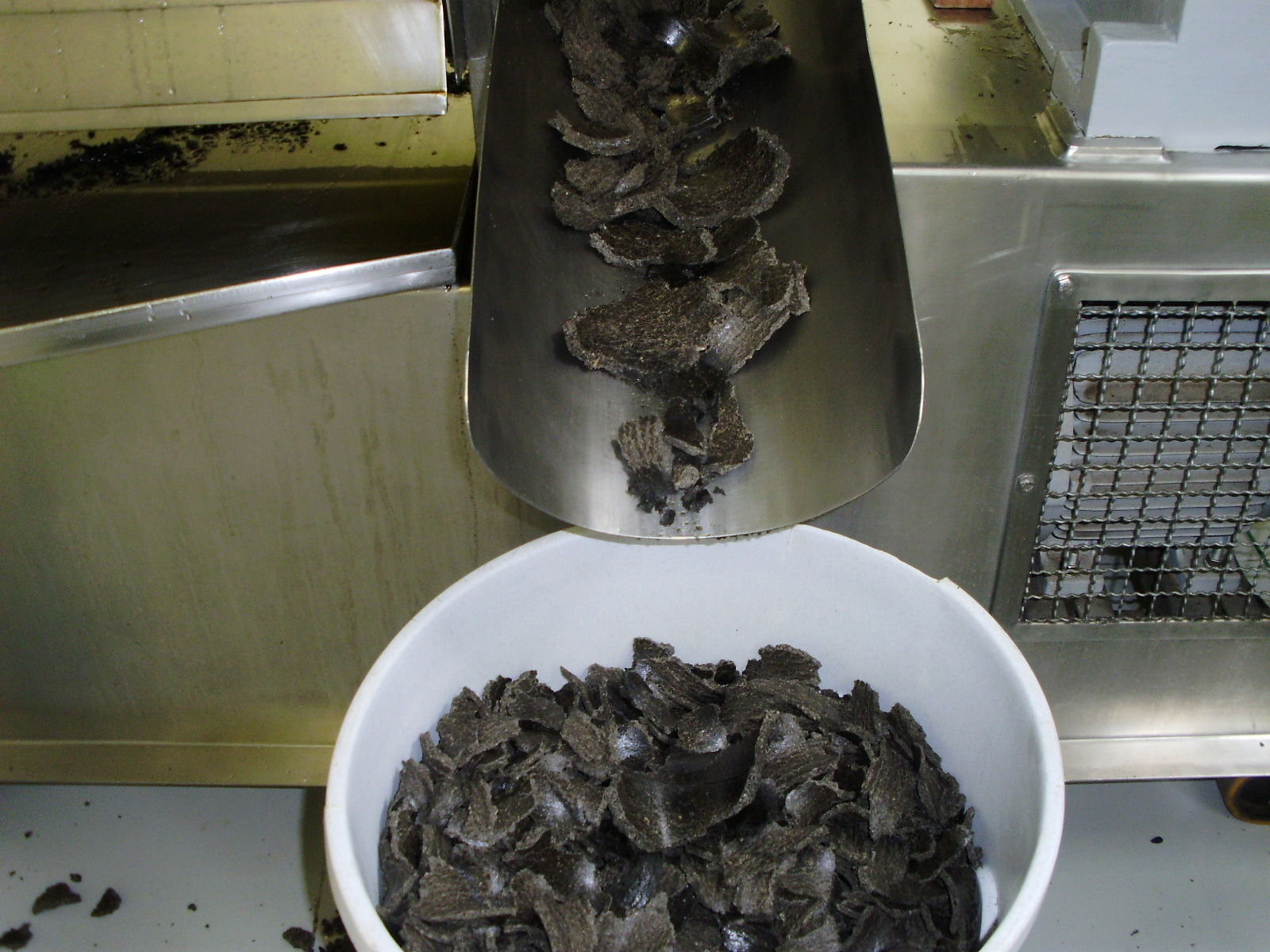
tourteaux de tournesol sortant de la presse à huile

Pour les tourteaux gras et les graines contenant peu d'huile (soja), l'étape suivante est l'extraction par solvant. On utilise la propriété des lipides de se solubiliser dans des solvants organiques (comme l'hexane) chauffés à 50-60 °C puis, par percolation à contre-courant du solvant pendant 4 à 5 heures.
Il faut ensuite distiller le mélange d'huile et de solvant pour les séparer (désolvanisation) par chauffage à 115-120 °C  sous aspiration et injection de vapeur.
Le rendement est très supérieur (le coût aussi !), donnant des tourteaux « déshuilés » (0,5 % à 2,5 % d'huile).

### Traitements complémentaires
La qualité des tourteaux de soja ou de colza destinés à l'alimentation des ruminants est généralement améliorée par un tannage des protéines. Il s'agit d'un traitement au formol qui permet d'éviter la dégradation de ces protéines dans le rumen des animaux.
Des traitements alternatifs évitant l'emploi du formol sont à l'étude.

### Tourteaux gras, "expeller", et tourteaux déshuilés
Les tourteaux déshuilés se présentent sous forme de fines particules, farine (colza…) ou de miettes (soja). Elles peuvent être ré humidifiées et comprimées en granulés (soja, tournesol, coton…).
Les tourteaux gras (colza, lin) sont plus sombres et s'agglomèrent facilement. Les tourteaux gras de colza « fermiers » contiennent entre 10 et 25 % d'huile. Les tourteaux gras industriels sont pressés à chaud et contiennent en général 7 à 12 % d'huile, ils sont dénommés "expeller".
L'essentiel des tourteaux de colza, de tournesol et de soja industriels est vendu déshuilé, les tourteaux gras de lin contiennent généralement 9 ou 16 % d'huile.

## Utilisation en alimentation animale
Certains tourteaux sont utilisés en alimentation animale. Ils constituent la 2e classe d’aliments la plus importante après les céréales. En effet, ils constituent la principale source de protéines en alimentation animale. Ils contiennent également de la cellulose, qui n'est digestible que par les ruminants. Les tourteaux les plus utilisés sont :
- le soja (près de 70 % des tourteaux consommés en Europe) ;
- le colza ;
- le tournesol.

Le tourteau de soja contient habituellement de 42 à 46 % de protéines sur le poids brut, le tourteau de colza déshuilé 35-36 %, le tourteau de tournesol 28 %.
Le tourteau de colza est peu recommandé comme remplacement du tourteau de soja dans l'alimentation des poules : il n'apporte pas une aussi bonne croissance. Dans le colza, le goût de poisson que produit la sinapine au delà de 5 % dans l'alimentation donne de mauvais résultats.

## Autres utilisations
Le tourteau de ricin est utilisé comme répulsif contre taupes et campagnols en agriculture biologique.

## Économie

### Statistiques françaises de production et d'importation
| Production et importation des principaux tourteaux utilisés en France (2006) |                        |                         |                   |
|                                                                              | Production (en tonnes) | Importation (en tonnes) | Total (en tonnes) |
| Soja                                                                         | 195 000                | 4 106 000               | 4 301 000         |
| Colza                                                                        | 1 263 000              | 517 000                 | 1 780 000         |
| Tournesol                                                                    | 512 000                | 209 000                 | 721 000           |
| Total                                                                        | 1 970 000              | 4 832 000               | 6 802 000         |

### Situation en Europe
Les négociations dans le cadre de l'Organisation mondiale du commerce (OMC) et de la Politique agricole commune ont favorisé la spécialisation de l'Union européenne dans les céréales. L’autonomie de l’Europe en protéines végétales n'est que de 22 %, ce qui signifie que l'Europe doit importer 78 % des protéines végétales qu'elle utilise.
Tourteaux de soja
En 2005/2006, l’Union européenne, premier importateur mondial, a acheté 37 millions de tonnes de soja, dont les 2/3 sous forme de tourteaux pour l’alimentation animale. Les pays européens sont très dépendants des pays exportateurs (Amérique du Sud et États-Unis). L'Europe et la France participent ainsi à la déforestation en Amérique latine.